# Tô
Tô è un dipartimento del Burkina Faso classificato come comune, situato nella Provincia  di Sissili, facente parte della Regione del Centro-Ovest.
Il dipartimento si compone del capoluogo e di altri 25 villaggi: Bagounsia, Beune, Boun, Diona, Gagoun, Go, Gori, Kadakouna, Kanduyo, Korabou, Kouri, Ly, Metio, Nabon, Namandala, Poin, Sagalo, Sapo, Tabou, Tiano, Tiao, Tiessourou, Tuai, Vara e Vatao.